# Kaspar Capparoni
Gaspare „Kaspar” Capparoni (n. Roma, 1 august 1964 - ...) este un actor italian.

## Biografie
La 18 ani, Kaspar Capparoni devine actor de teatru datorita lui Giuseppe Patroni Griffi. De asemenea, în 1984, el a apărut în filmul Phenomena realizat de Dario Argento. Kaspar a mai jucat și în alte filme precum:
- Colpi di luce (1985), realizat de Enzo G. Castellari
- Gialloparma (1999), realizat de Alberto Bevilacqua
- Encantado (2002), realizat de Corrado Colombo
- Il Ritorno del Monnezza (2005), realizat de Carlo Vanzina
- Two Families și Il Sole nero, ambele din 2007.

El a mai lucrat la diverse ficțiuni TV dintre care amintim: Ricominciamo (2000), miniseria TV Piccolo Mondo Antico, seriile TV Incantesimo 4 (2001) și Elisa di Rivombrosa (2003), La caccia (2005), miniserie în regia lui Massimo Spano, unde este adeversarul lui Alessio Boni și seria Insula Capri (2006).
În 2007 este protagonistul miniseriei Donna Detectiv, regizat de Cinzia TH Torrini. În anul următor joacă în rolul personajului principal în serialul Rex, regizat de Marco Serafini și în seria Capri 2, regizat de Andrea Barzini și Giorgio Molteni.

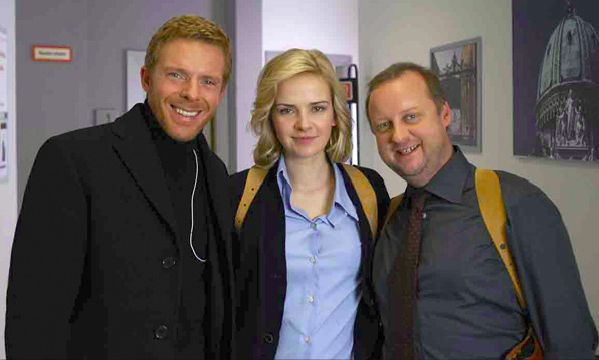
Kaspar Capparoni cu Denise Zich și Martin Weinek

## Filmografie

### Cinema
- Phenomena (1984), realizat de Dario Argento
- Colpi di luce (1985), realizat de Enzo G. Castellari
- Gialloparma (1999), realizat de Alberto Bevilacqua
- Encantado (2002), realizat de Corrado Colombo
- Il ritorno del Monnezza (2005), realizat de Carlo Vanzina
- Two families (2007), realizat de Barbara Wallace și Thomas R. Wolfe
- Il sole nero (2007), realizat de Krzysztof Zanussi

### Televiziune
- Addio e ritorno (1995), realizat de Rodoldo Roberti - Film TV
- Tequila e Bonetti (2000), realizat de Bruno Nappi și Christian I. Nyby II - Episodul: Cuore rapito - Serie TV
- La casa delle beffe (2000), realizat de Pier Francesco Pingitore - Miniserie TV
- Ricominciare (2000-2001), diferiți regizori
- Piccolo mondo antico (2001), realizat de Cinzia TH Torrini - Serii TV
- Incantesimo 4 (2001), realizat de Alessandro Cane și Leandro Castellani - Serii TV
- Elisa di Rivombrosa (2003), regizat de Cinzia TH Torrini - Serii TV
- La caccia (2005), directed by Massimo Spano - Miniserie TV
- Provaci ancora Prof (2005), directed by Rossella Izzo - Episodul: La mia compagna di banco - Miniserie TV
- Capri (2006), realizat de Francesco Marra and Enrico Oldoini - Serie TV
- Donna Detective (2007), realizat de Cinzia TH Torrini - Miniserie TV
- Rex (2008), directed by Marco Serafini - Miniserie TV
- Capri 2 (2008), directed by Andrea Barzini și Giorgio Molteni - Serie TV
- Il giudice Mastrangelo 3 (2009), realizat de Enrico Oldoini - Fiction tv